# Jefferson (condado de Marion, Texas)
Jefferson es una ciudad ubicada en el condado de Marion en el estado estadounidense de Texas. En el Censo de 2010 tenía una población de 2.106 habitantes y una densidad poblacional de 181,71 personas por km².

## Geografía
Jefferson se encuentra ubicada en las coordenadas 32°45′47″N 94°21′3″O / 32.76306, -94.35083. Según la Oficina del Censo de los Estados Unidos, Jefferson tiene una superficie total de 11.59 km², de la cual 11.49 km² corresponden a tierra firme y (0.87%) 0.1 km² es agua.

## Demografía
Según el censo de 2010, había 2.106 personas residiendo en Jefferson. La densidad de población era de 181,71 hab./km². De los 2.106 habitantes, Jefferson estaba compuesto por el 59.69% blancos, el 36.04% eran afroamericanos, el 0.33% eran amerindios, el 0.71% eran asiáticos, el 0% eran isleños del Pacífico, el 1.19% eran de otras razas y el 2.04% pertenecían a dos o más razas. Del total de la población el 3.09% eran hispanos o latinos de cualquier raza.